# Rizzo (cognome)
Rizzo è un cognome di lingua italiana.

## Origine e diffusione
Tredicesimo cognome per diffusione in Italia, e portato da circa 12 000 famiglie, è una variante del cognome Ricci.
La sua presenza si concentra maggiormente nelle regioni dell'Italia meridionale, in particolar modo in Sicilia e in Puglia, ed in quest'ultima risulta essere il primo cognome per diffusione in provincia di Lecce.
Una nobile casata campana è cognomata Rizzo, a tutt'oggi fiorente e discendente da una famiglia del patriziato romano.

## Persone
- Alfredo Rizzo, attore, regista e sceneggiatore italiano (Nizza, n.1902 - Roma, † 1991)
- Carlo Rizzo, attore italiano (Trieste, n.1907 - Milano, † 1979)
- Federico Rizzo, attore italiano (Frosinone, n.1981)